# مسند الشافعي
مسند الشافعي أحد كتب الحديث عند أهل السنة والجماعة. وهو ليس من تصنيف الإمام الشافعي، بل جمعه وصنفه أبو العباس الأصم -أو أحد تلامذته-، يرويه عن شيخه الربيع بن سليمان؛ صاحب الإمام الشافعي وراوي كتابه. واستخرج الربيع هذه الأحاديث مما رواه الشافعي في كتبه مثل «الأم» و«المبسوط»، باستثناء أربعة أحاديث رواها الربيع بن سليمان عن البويطي عن الشافعي.
والكتاب يحتوي على 1675 حديثاً رتبت على أبواب الفقه، بدأها بكتاب الوضوء، وانتهى بكتاب «ومن كتاب اختلاف علي وعبد الله مما لم يسمع الربيع من الشافعي». ويعيب الكتاب كثرة تكرار الأحاديث فيه.